# Dactylocythere demissa
Dactylocythere demissa är en kräftdjursart som beskrevs av Hobbs och Walton 1976. Dactylocythere demissa ingår i släktet Dactylocythere och familjen Entocytheridae. Inga underarter finns listade i Catalogue of Life.